# Vittorio Amedeo Cigna-Santi
Vittorio Amedeo Cigna-Santi (gelegentlich auch Vittorio Amadeo Cigna-Santi; * um 1730 in Poirino; † nach 1795) war ein italienischer Librettist.
Über Cigna-Santis Leben ist wenig bekannt. Nach der Publikation einiger Gedichte begann er um 1754/55 mit dem Schreiben von Libretti für das Teatro Regio in Turin. Diese Stelle hatte er über 30 Jahre lang. Seine ersten Libretti waren von geringem Erfolg, darunter Mitridate, re di Ponto, welches 1767 von Quirino Gasparini und 1770 von Wolfgang Amadeus Mozart vertont wurde. 1765 schrieb er mit Motezuma (gelegentlich auch Montezuma genannt) sein bedeutendstes Libretto, welches von vielen Komponisten vertont wurde. 1785 folgte noch eine weitere Vertonung des revidierten Textes durch Joseph Haydn.
Cigna-Santi schrieb fast ausschließlich Drammi per musica. In seinen Libretti, wenn auch weniger gekonnt, imitierte er den Stil von Apostolo Zeno und Pietro Metastasio.

## Libretti
(Daten der Uraufführung)
- Andromeda (Dramma per musica; Musik von Gioacchino Cocchi, Karneval 1755; Musik von Giuseppe Colla, 1771; Musik von Giuseppe Gazzaniga unter dem Titel Perseo ed Andromeda, 1775)
- Enea nel Lazio (Dramma per musica; Musik von Tommaso Traetta, 1760)
- Ifigenia in Aulide (Dramma per musica; Musik von Ferdinando Bertoni, 1762; Carl Franchi, 1766)
- Ercole sul Tago (Serenata per musica; Musik von Luciano Xavier dos Santos, 1765)
- Motezuma/Montezuma (Dramma per musica; Musik von Gian Francesco de Majo, 1765: Motezuma; Josef Mysliveček, 1771; Giovanni Paisiello, 1772; Baldassare Galuppi, 1772; Antonio Sacchini, 1775; Pasquale Anfossi, 1776; Giacomo Insanguine, 1780; Niccolò Antonio Zingarelli, 1781)
- Mitridate, re di Ponto (Dramma per musica; Musik von Quirino Gasparini, 1767; Wolfgang Amadeus Mozart, 1770: Mitridate, re di Ponto)
- Issea (Favola pastorale; Musik von Gaetano Pugnani, 1771)
- Tamas Kouli-Kan nell’India (Dramma per musica; Musik von Gaetano Pugnani, 1772; Pietro Alessandro Guglielmi, 1774)
- L’isola di Alcina (Dramma per musica, Musik von Felice Alessandri unter dem Titel Alcina e Ruggero, 1775)